# Измайлов, Азиз Эминович
Азиз Эминович Измайлов — советский хозяйственный, государственный и политический деятель, профессор, доктор педагогических наук, член-корреспондент АН Киргизской ССР. Действительный член АПН СССР (1967), иностранный член РАО (1999).

## Биография
Родился в 1913 году в Евпатории.
С 1929 года — на хозяйственной, общественной и политической работе. В 1929—1980 гг. — заведующий семилетней
интернатной школы в городе Евпатория, заведующий Джалал-Абадским гороно, заведующий Джалал-Абадским районо, преподаватель
Джалал-Абадского педтехникума, заместитель начальника, начальник управления высших и средних учебных заведений Наркомпроса Киргизской ССР, инструктор, заведующий сектором, заместитель заведующего отделом кадров, заведующий отделом науки, вузов и школ ЦК КП Киргизии, директор Республиканского института усовершенствования учителей, директор Киргизского научно-исследовательского института педагогики (1955—1981).
Умер в 2004 году.